# Герб Ямполя
Герб Ямполя — один з офіційних символів міста Ямпіль Вінницької області. Затверджений 22 жовтня 1985 року. 

## Опис
Герб має щитоподібну форму, фон щита світло-зелений, він означає поля, ліси району. На верхній частині щита, яка умовно відображає історичне минуле, зображені вежі фортеці, обрамлені пергаментним листом з написом «Ямпіль». Щит — символ захисту, могутності, справедливості і мирної праці людей. Замок — свідчення історичної давнини патріотизму жителів міста, його боротьби за свободу і незалежність. Герб перетинає вигнута синя стрічка Дністра з порогами і недобудованими галерами. У центрі герба — вінок із золотих колосків, посередині якого цукровий буряк білого кольору з зеленими листям, який одягнена на шестерню. Ці елементи — характеристика діяльності району у радянські часи.

## Історія

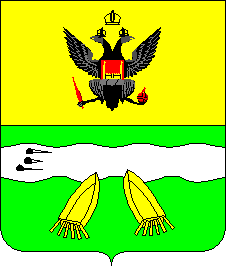
Герб 1796 року

Після приєднання краю до Російської імперії, було розробено герб міста у традиціях «масової герботворчості» й затверджено 22 січня 1796 року, разом з гербами інших міст Брацлавщини. В описі відзнаки докладно пояснювалися її емблеми: «У верхній частині щита герб Брацлавський. У нижній на зеленому тлі зображено срібну річку, що тече ліворуч, на якій з правого боку показано частину порогів; на березі, у нижній частині щита, видно з боку корми двоє суден з підпорами, що будуються, на знак того, що місто се стоїть нижче від порогів на річці Дністер, яка вже не має тут перешкод до вільної плавби й є зручною для влаштування тут корабельні».
Переглянувши 1860 року ямпільський герб, російський герольдмейстер Бернгард Карл фон Кене, визнав порушенням геральдичних правил зображення у ньому «ландшафту», тобто річки з порогами та берегом, і запропонував свій проєкт відзнаки: «Щит розділений сріблом і зеленню, і посередині його корабель із зеленою верхньою частиною й срібною нижньою. У вільному куті герб Подільської губернії. Щит увінчано срібною міською короною з трьома зубцями й обрамлено двома золотими колосками, з'єднаними Олександрівською стрічкою». Зміст і навіть кольорову гаму свого проєкту Кене запозичив з давнішого герба міста.

## Спроби затвердити новий герб
У 2000-х роках було оголошено конкурс на новий макет герба Ямполя. На нього подали три проєкти, переміг макет, розроблений ямпільським ювеліром Едуардом Костюком. Герб затвердили на геральдичній експертизі у Львові, однак міська рада Ямполя офіційно і не погодила його. У новому варіанті герба використовувалося три кольори: зелений, синій і блакитний. Вони символізують поля, воду й небо. Вежа, зображена в центрі герба — символ минулого, коли Ямпіль був великим повітовим містом. Торгове судно — нагадування про те, що в минулому наш Дністер був судноплавним. Вінок із колосків пшениці й винограду — символ багатства краю. Рельєф міста у гербі відтворений обрисами Білої гори. На ній колись нічого не росло, а її білі схили можна було побачити з будь-якої точки міста.
Кургани навколо Ямполя, їх вміст і артифакти, дають підстави сучасним археологам та історикам стверджувати про існування в древні часи в Ямполі столиці аріїв-землеробів індоєвропейських народів.Тут знаходять поховання царів, які відносяться, також, до різних, більш пізніх, часів та народів - скіфів, сарматів. Щоб відобразити роль Ямполя у всесвітній історії у 2018 році запропонований геральдичний проєкт герба міста.
Герб міста Ямпіль (Трипільський) проєкт
Опис гербу. У синьому полі в низу два срібні бруски, нижній менший. Над верхнім бруском золотий півмісяць ріжками вгору. У центрі герба між двома шестикутними золотими зірками срібна Трипільська чаша. Увінчує герб фортечна вежа.
Символізує. Місто Ямпіль, як стародавню столицю індоєвропейських племен аріїв-землеробів — власників курганної культурної спадщини ямпільщини. 